# Danh sách tiểu hành tinh: 4001–4100
| Tên                    | Tên đầu tiên | Ngày phát hiện       | Nơi phát hiện           | Người phát hiện                                        |
| ---------------------- | ------------ | -------------------- | ----------------------- | ------------------------------------------------------ |
| 4001 Ptolemaeus        | 1949 PV      | 2 tháng 8 năm 1949   | Heidelberg              | K. Reinmuth                                            |
| 4002 Shinagawa         | 1950 JB      | 14 tháng 5 năm 1950  | Heidelberg              | K. Reinmuth                                            |
| 4003 Schumann          | 1964 ED      | 8 tháng 3 năm 1964   | Tautenburg Observatory  | F. Börngen                                             |
| 4004 Listʹev           | 1971 SN1     | 16 tháng 9 năm 1971  | Nauchnij                | Đài thiên văn vật lý thiên văn Krym                    |
| 4005 Dyagilev          | 1972 TC2     | 8 tháng 10 năm 1972  | Nauchnij                | L. V. Zhuravleva                                       |
| 4006 Sandler           | 1972 YR      | 29 tháng 12 năm 1972 | Nauchnij                | T. M. Smirnova                                         |
| 4007 Euryalos          | 1973 SR      | 19 tháng 9 năm 1973  | Palomar                 | C. J. van Houten, I. van Houten-Groeneveld, T. Gehrels |
| 4008 Corbin            | 1977 BY      | 22 tháng 1 năm 1977  | El Leoncito             | Felix Aguilar Observatory                              |
| 4009 Drobyshevskij     | 1977 EN1     | 13 tháng 3 năm 1977  | Nauchnij                | N. S. Chernykh                                         |
| 4010 Nikolʹskij        | 1977 QJ2     | 21 tháng 8 năm 1977  | Nauchnij                | N. S. Chernykh                                         |
| 4011 Bakharev          | 1978 SC6     | 28 tháng 9 năm 1978  | Nauchnij                | N. S. Chernykh                                         |
| 4012 Geballe           | 1978 VK9     | 7 tháng 11 năm 1978  | Palomar                 | E. F. Helin, S. J. Bus                                 |
| 4013 Ogiria            | 1979 OM15    | 21 tháng 7 năm 1979  | Nauchnij                | N. S. Chernykh                                         |
| 4014 Heizman           | 1979 SG10    | 28 tháng 9 năm 1979  | Nauchnij                | N. S. Chernykh                                         |
| 4015 Wilson-Harrington | 1979 VA      | 15 tháng 11 năm 1979 | Palomar                 | E. F. Helin                                            |
| 4016 Sambre            | 1979 XK      | 15 tháng 12 năm 1979 | La Silla                | H. Debehogne, E. R. Netto                              |
| 4017 Disneya           | 1980 DL5     | 21 tháng 2 năm 1980  | Nauchnij                | L. G. Karachkina                                       |
| 4018 Bratislava        | 1980 YM      | 30 tháng 12 năm 1980 | Kleť                    | A. Mrkos                                               |
| 4019 Klavetter         | 1981 EK14    | 1 tháng 3 năm 1981   | Siding Spring           | S. J. Bus                                              |
| 4020 Dominique         | 1981 ET38    | 1 tháng 3 năm 1981   | Siding Spring           | S. J. Bus                                              |
| 4021 Dancey            | 1981 QD2     | 30 tháng 8 năm 1981  | Anderson Mesa           | E. Bowell                                              |
| 4022 Nonna             | 1981 TL4     | 8 tháng 10 năm 1981  | Nauchnij                | L. I. Chernykh                                         |
| 4023 Jarník            | 1981 UN      | 25 tháng 10 năm 1981 | Kleť                    | L. Brožek                                              |
| 4024 Ronan             | 1981 WQ      | 24 tháng 11 năm 1981 | Anderson Mesa           | E. Bowell                                              |
| 4025 Ridley            | 1981 WU      | 24 tháng 11 năm 1981 | Anderson Mesa           | E. Bowell                                              |
| 4026 Beet              | 1982 BU1     | 30 tháng 1 năm 1982  | Anderson Mesa           | E. Bowell                                              |
| 4027 Mitton            | 1982 DN      | 21 tháng 2 năm 1982  | Anderson Mesa           | E. Bowell                                              |
| 4028 Pancratz          | 1982 DV2     | 18 tháng 2 năm 1982  | Socorro                 | L. G. Taff                                             |
| 4029 Bridges           | 1982 KC1     | 24 tháng 5 năm 1982  | Palomar                 | C. S. Shoemaker                                        |
| 4030 Archenhold        | 1984 EO1     | 2 tháng 3 năm 1984   | La Silla                | H. Debehogne                                           |
| 4031 Mueller           | 1985 CL      | 12 tháng 2 năm 1985  | Palomar                 | C. S. Shoemaker                                        |
| 4032 Chaplygin         | 1985 UT4     | 22 tháng 10 năm 1985 | Nauchnij                | L. V. Zhuravleva                                       |
| 4033 Yatsugatake       | 1986 FA      | 16 tháng 3 năm 1986  | Kobuchizawa             | M. Inoue, O. Muramatsu                                 |
| 4034                   | 1986 PA      | 2 tháng 8 năm 1986   | Palomar                 | E. F. Helin                                            |
| 4035                   | 1986 WD      | 22 tháng 11 năm 1986 | Toyota                  | K. Suzuki, T. Urata                                    |
| 4036 Whitehouse        | 1987 DW5     | 21 tháng 2 năm 1987  | La Silla                | H. Debehogne                                           |
| 4037 Ikeya             | 1987 EC      | 2 tháng 3 năm 1987   | Toyota                  | K. Suzuki, T. Urata                                    |
| 4038 Kristina          | 1987 QH2     | 21 tháng 8 năm 1987  | La Silla                | E. W. Elst                                             |
| 4039 Souseki           | 1987 SH      | 17 tháng 9 năm 1987  | Geisei                  | T. Seki                                                |
| 4040 Purcell           | 1987 SN1     | 21 tháng 9 năm 1987  | Anderson Mesa           | E. Bowell                                              |
| 4041 Miyamotoyohko     | 1988 DN1     | 19 tháng 2 năm 1988  | Chiyoda                 | T. Kojima                                              |
| 4042 Okhotsk           | 1989 AT1     | 15 tháng 1 năm 1989  | Kitami                  | K. Endate, K. Watanabe                                 |
| 4043 Perolof           | 1175 T-3     | 17 tháng 10 năm 1977 | Palomar                 | C. J. van Houten, I. van Houten-Groeneveld, T. Gehrels |
| 4044 Erikhøg           | 5142 T-3     | 16 tháng 10 năm 1977 | Palomar                 | C. J. van Houten, I. van Houten-Groeneveld, T. Gehrels |
| 4045 Lowengrub         | 1953 RG      | 9 tháng 9 năm 1953   | Brooklyn                | Đại học Indiana                                        |
| 4046 Swain             | 1953 TV      | 7 tháng 10 năm 1953  | Brooklyn                | Đại học Indiana                                        |
| 4047 Chang'E           | 1964 TT2     | 8 tháng 10 năm 1964  | Nanking                 | Purple Mountain Observatory                            |
| 4048 Samwestfall       | 1964 UC      | 30 tháng 10 năm 1964 | Brooklyn                | Đại học Indiana                                        |
| 4049 Noragalʹ          | 1973 QD2     | 31 tháng 8 năm 1973  | Nauchnij                | T. M. Smirnova                                         |
| 4050 Mebailey          | 1976 SF      | 20 tháng 9 năm 1976  | Kvistaberg              | C.-I. Lagerkvist, H. Rickman                           |
| 4051 Hatanaka          | 1978 VP      | 1 tháng 11 năm 1978  | Caussols                | K. Tomita                                              |
| 4052 Crovisier         | 1981 DP2     | 28 tháng 2 năm 1981  | Siding Spring           | S. J. Bus                                              |
| 4053 Cherkasov         | 1981 TQ1     | 2 tháng 10 năm 1981  | Nauchnij                | L. V. Zhuravleva                                       |
| 4054 Turnov            | 1983 TL      | 5 tháng 10 năm 1983  | Kleť                    | A. Mrkos                                               |
| 4055 Magellan          | 1985 DO2     | 24 tháng 2 năm 1985  | Palomar                 | E. F. Helin                                            |
| 4056 Timwarner         | 1985 FZ1     | 22 tháng 3 năm 1985  | Anderson Mesa           | E. Bowell                                              |
| 4057 Demophon          | 1985 TQ      | 15 tháng 10 năm 1985 | Anderson Mesa           | E. Bowell                                              |
| 4058 Cecilgreen        | 1986 JV      | 4 tháng 5 năm 1986   | Anderson Mesa           | E. Bowell                                              |
| 4059 Balder            | 1987 SB5     | 29 tháng 9 năm 1987  | Đài thiên văn Brorfelde | P. Jensen                                              |
| 4060 Deipylos          | 1987 YT1     | 17 tháng 12 năm 1987 | La Silla                | E. W. Elst, G. Pizarro                                 |
| 4061 Martelli          | 1988 FF3     | 19 tháng 3 năm 1988  | La Silla                | W. Ferreri                                             |
| 4062 Schiaparelli      | 1989 BF      | 28 tháng 1 năm 1989  | Bologna                 | Osservatorio San Vittore                               |
| 4063 Euforbo           | 1989 CG2     | 1 tháng 2 năm 1989   | Bologna                 | Osservatorio San Vittore                               |
| 4064 Marjorie          | 2126 P-L     | 24 tháng 9 năm 1960  | Palomar                 | C. J. van Houten, I. van Houten-Groeneveld, T. Gehrels |
| 4065 Meinel            | 2820 P-L     | 24 tháng 9 năm 1960  | Palomar                 | C. J. van Houten, I. van Houten-Groeneveld, T. Gehrels |
| 4066 Haapavesi         | 1940 RG      | 7 tháng 9 năm 1940   | Turku                   | H. Alikoski                                            |
| 4067 Mikhelʹson        | 1966 TP      | 11 tháng 10 năm 1966 | Nauchnij                | N. S. Chernykh                                         |
| 4068 Menestheus        | 1973 SW      | 19 tháng 9 năm 1973  | Palomar                 | C. J. van Houten, I. van Houten-Groeneveld, T. Gehrels |
| 4069 Blakee            | 1978 VL7     | 7 tháng 11 năm 1978  | Palomar                 | E. F. Helin, S. J. Bus                                 |
| 4070 Rozov             | 1980 RS2     | 8 tháng 9 năm 1980   | Nauchnij                | L. V. Zhuravleva                                       |
| 4071 Rostovdon         | 1981 RD2     | 7 tháng 9 năm 1981   | Nauchnij                | L. G. Karachkina                                       |
| 4072 Yayoi             | 1981 UJ4     | 30 tháng 10 năm 1981 | Kiso                    | H. Kosai, K. Hurukawa                                  |
| 4073 Ruianzhongxue     | 1981 UE10    | 23 tháng 10 năm 1981 | Nanking                 | Purple Mountain Observatory                            |
| 4074 Sharkov           | 1981 UN11    | 22 tháng 10 năm 1981 | Nauchnij                | N. S. Chernykh                                         |
| 4075 Sviridov          | 1982 TL1     | 14 tháng 10 năm 1982 | Nauchnij                | L. G. Karachkina                                       |
| 4076 Dörffel           | 1982 UF4     | 19 tháng 10 năm 1982 | Tautenburg Observatory  | F. Börngen                                             |
| 4077 Asuka             | 1982 XV1     | 13 tháng 12 năm 1982 | Kiso                    | H. Kosai, K. Hurukawa                                  |
| 4078 Polakis           | 1983 AC      | 9 tháng 1 năm 1983   | Anderson Mesa           | B. A. Skiff                                            |
| 4079 Britten           | 1983 CS      | 15 tháng 2 năm 1983  | Anderson Mesa           | E. Bowell                                              |
| 4080 Galinskij         | 1983 PW      | 4 tháng 8 năm 1983   | Nauchnij                | L. G. Karachkina                                       |
| 4081 Tippett           | 1983 RC2     | 14 tháng 9 năm 1983  | Anderson Mesa           | E. Bowell                                              |
| 4082 Swann             | 1984 SW3     | 27 tháng 9 năm 1984  | Palomar                 | C. S. Shoemaker                                        |
| 4083 Jody              | 1985 CV      | 12 tháng 2 năm 1985  | Palomar                 | C. S. Shoemaker                                        |
| 4084 Hollis            | 1985 GM      | 14 tháng 4 năm 1985  | Anderson Mesa           | E. Bowell                                              |
| 4085 Weir              | 1985 JR      | 13 tháng 5 năm 1985  | Palomar                 | C. S. Shoemaker                                        |
| 4086 Podalirius        | 1985 VK2     | 9 tháng 11 năm 1985  | Nauchnij                | L. V. Zhuravleva                                       |
| 4087 Pärt              | 1986 EM1     | 5 tháng 3 năm 1986   | Anderson Mesa           | E. Bowell                                              |
| 4088 Baggesen          | 1986 GG      | 3 tháng 4 năm 1986   | Đài thiên văn Brorfelde | P. Jensen                                              |
| 4089 Galbraith         | 1986 JG      | 2 tháng 5 năm 1986   | Palomar                 | INAS                                                   |
| 4090 Říšehvězd         | 1986 RH1     | 2 tháng 9 năm 1986   | Kleť                    | A. Mrkos                                               |
| 4091 Lowe              | 1986 TL2     | 7 tháng 10 năm 1986  | Anderson Mesa           | E. Bowell                                              |
| 4092 Tyr               | 1986 TJ4     | 8 tháng 10 năm 1986  | Đài thiên văn Brorfelde | P. Jensen                                              |
| 4093 Bennett           | 1986 VD      | 4 tháng 11 năm 1986  | Siding Spring           | R. H. McNaught                                         |
| 4094 Aoshima           | 1987 QC      | 26 tháng 8 năm 1987  | Shizuoka                | M. Kizawa, W. Kakei                                    |
| 4095 Ishizuchisan      | 1987 SG      | 16 tháng 9 năm 1987  | Geisei                  | T. Seki                                                |
| 4096 Kushiro           | 1987 VC      | 15 tháng 11 năm 1987 | Kushiro                 | S. Ueda, H. Kaneda                                     |
| 4097 Tsurugisan        | 1987 WW      | 18 tháng 11 năm 1987 | Geisei                  | T. Seki                                                |
| 4098 Thraen            | 1987 WQ1     | 16 tháng 11 năm 1987 | Tautenburg Observatory  | F. Börngen                                             |
| 4099 Wiggins           | 1988 AB5     | 13 tháng 1 năm 1988  | La Silla                | H. Debehogne                                           |
| 4100 Sumiko            | 1988 BF      | 16 tháng 1 năm 1988  | Okutama                 | T. Hioki, N. Kawasato                                  |